# Chris Heaton-Harris
Christopher (Chris) Heaton-Harris (ur. 28 listopada 1967 w Epsom w hrabstwie Surrey) – brytyjski polityk, w latach 1999–2009 deputowany do Parlamentu Europejskiego, poseł do Izby Gmin, w latach 2022–2024 minister ds. Irlandii Północnej.

## Życiorys
Kształcił się w Tiffin Grammar School w Kingston nad Tamizą, studiował na Wolverhampton Polytechnic. Pracował w rodzinnym przedsiębiorstwie sadowniczym i ogrodniczym w Covent Garden. W 1997 bez powodzenia ubiegał się o mandat poselski.
W 1999 i 2004 z ramienia Partii Konserwatywnej był wybierany do Parlamentu Europejskiego. Zasiadał w grupie chadeckiej, a w różnych okresach w Komisji Budżetowej, Komisji Rynku Wewnętrznego i Ochrony Konsumentów, Komisji Kultury i Edukacji.
W 2009 nie ubiegał się o reelekcję. W wyborach krajowych w 2010 z ramienia torysów uzyskał mandat deputowanego do Izby Gmin w okręgu wyborczym Daventry. Utrzymywał go również w kolejnych wyborach w 2015, 2017 i 2019.
W latach 2017–2018 pełnił funkcję wiceszambelana dworu królewskiego. Był parlamentarnym podsekretarzem stanu w departamencie do spraw brexitu (2018–2019), w 2019 objął funkcję ministra stanu w departamencie transportu. W 2021 przeszedł na stanowisko ministra stanu do spraw europejskich. We wrześniu 2022 w gabinecie Liz Truss został ministrem kierującym Northern Ireland Office, utrzymał tę funkcję również w powołanym w następnym miesiącu rządzie Rishiego Sunaka, sprawując ją do lipca 2024. Nie kandydował w wyborach do Izby Gmin w tym samym roku.